# Apatophysis farsicola
Apatophysis farsicola là một loài bọ cánh cứng trong họ Cerambycidae.